# بریده اسلمی
بُرَیْدَة بن حُصَیْب اَسْلَمی از صحابهٔ محمد، پیامبر اسلام و از راویان حدیث بود. او رئیس قبیلهٔ اسلم بن اَفْصیٰ بود. در هجرت پیامبر به مدینه و هنگامی که پیامبر در غمیم توقف کرده‌بود، به‌همراه هشتاد خانواده از قبیلهٔ خود مسلمان شد. به‌گفتهٔ ابن حجر عسقلانی اسلام‌آوردنش پس از غزوهٔ بدر بوده‌است. او پس از درگذشت پیامبر، به طرفداری از علی بن ابی‌طالب با ابوبکر بیعت نکرد.